# Nicholas Robertson
Pour les articles homonymes, voir Robertson.
Nicholas Robertson (né le 11 septembre 2001 à Arcadia dans l'état de la Californie aux États-Unis) est un joueur professionnel américain de hockey sur glace. Il évolue au poste d'ailier. Son frère Jason Robertson est également professionnel.

## Biographie

### Carrière en club
Il commence sa carrière junior en 2017 avec les Rangers de North York dans la Ligue de hockey junior de l'Ontario. De 2017 à 2019, il joue trois saisons chez les Petes de Peterborough dans la Ligue de hockey de l'Ontario. Il est choisi au 2e tour, en 53e position par les Maple Leafs de Toronto lors du repêchage d'entrée dans la LNH 2017. Le 2 août 2020, il joue son premier match dans la Ligue nationale de hockey avec les Maple Leafs face aux Blue Jackets de Columbus lors des séries éliminatoires de la Coupe Stanley. Il marque son premier but dans la LNH le 6 août 2022 face aux Blue Jackets de Columbus.

### Carrière internationale
Il représente les États-Unis en sélections jeunes.

## Trophées et honneurs personnels
- LHO :
  - 2019-2020 : remporte le trophée William-Hanley.
  - 2019-2020 : nommé dans la première équipe d'étoiles.

- LCH :
  - 2019-2020 : nommé meilleur état d'esprit de la LCH.

## Statistiques

### En club
| Saison     | Équipe                 | Ligue      |    | Saison régulière | Saison régulière | Saison régulière | Saison régulière | Saison régulière |   | Séries éliminatoires | Séries éliminatoires | Séries éliminatoires | Séries éliminatoires | Séries éliminatoires |
| Saison     | Équipe                 | Ligue      | PJ | B                | A                | Pts              | Pun              | PJ               | B | A                    | Pts                  | Pun                  |                      |                      |
| 2016-2017  | Rangers de North York  | LHJO       | 4  | 0                | 3                | 3                | 2                | -                | - | -                    | -                    | -                    |                      |                      |
| 2017-2018  | Petes de Peterborough  | LHO        | 62 | 15               | 18               | 33               | 14               | -                | - | -                    | -                    | -                    |                      |                      |
| 2018-2019  | Petes de Peterborough  | LHO        | 54 | 27               | 28               | 55               | 24               | 5                | 1 | 1                    | 2                    | 2                    |                      |                      |
| 2019-2020  | Petes de Peterborough  | LHO        | 46 | 55               | 31               | 86               | 40               | -                | - | -                    | -                    | -                    |                      |                      |
| 2019-2020  | Maple Leafs de Toronto | LNH        | -  | -                | -                | -                | -                | 4                | 1 | 0                    | 1                    | 2                    |                      |                      |
| 2020-2021  | Maple Leafs de Toronto | LNH        | 6  | 0                | 1                | 1                | 0                | -                | - | -                    | -                    | -                    |                      |                      |
| 2020-2021  | Marlies de Toronto     | LAH        | 21 | 5                | 11               | 16               | 12               | -                | - | -                    | -                    | -                    |                      |                      |
| 2021-2022  | Maple Leafs de Toronto | LNH        | 10 | 1                | 0                | 1                | 4                | -                | - | -                    | -                    | -                    |                      |                      |
| 2021-2022  | Marlies de Toronto     | LAH        | 28 | 16               | 12               | 28               | 8                | -                | - | -                    | -                    | -                    |                      |                      |
| 2022-2023  | Maple Leafs de Toronto | LNH        | 15 | 2                | 3                | 5                | 0                | -                | - | -                    | -                    | -                    |                      |                      |
| 2022-2023  | Marlies de Toronto     | LAH        | 2  | 1                | 1                | 2                | 2                | -                | - | -                    | -                    | -                    |                      |                      |
| 2023-2024  | Maple Leafs de Toronto | LNH        | 56 | 14               | 13               | 27               | 4                | 6                | 0 | 0                    | 0                    | 0                    |                      |                      |
| 2023-2024  | Marlies de Toronto     | LAH        | 9  | 5                | 6                | 11               | 0                | -                | - | -                    | -                    | -                    |                      |                      |
| Totaux LNH | Totaux LNH             | Totaux LNH | 87 | 17               | 17               | 34               | 8                | 10               | 1 | 0                    | 1                    | 2                    |                      |                      |

### En équipe nationale
| Année | Compétition                 |   | PJ | B | A | Pts | Pun | +/-           |  | Résultat |
| 2020  | Championnat du monde junior | 5 | 2  | 3 | 5 | 2   | +2  | Sixième place |  |          |